# Долгое (озеро, Лепельский район, бассейн Зехи)
До́лгое (бел. До́ўгае) — озеро в Лепельском районе Витебской области Белоруссии. Относится к бассейну реки Зеха. Второе по глубине озеро Лепельского района.

## Физико-географическая характеристика
Озеро Долгое находится в 13 км к северо-западу от города Лепель. На северо-восточном берегу расположены деревни Кривцы и Пунище. Высота водного зеркала над уровнем моря составляет 164,2 м.
Площадь поверхности водоёма составляет 0,65 км², длина — 2,56 км, наибольшая ширина — 0,36 км. Длина береговой линии — 5,6 км. Долгое — второе по глубине озеро Лепельского района. Его наибольшая глубина — 28,4 м, средняя — 8 м. Объём воды в озере — 5,22 млн м³. Площадь водосбора — 9,2 км².
Котловина лощинного типа, вытянутая с юго-запада на северо-восток. Склоны высотой 10—12 м, крутые, суглинистые, покрытые лесом. Северный и северо-западный склоны местами распаханы. Южный и юго-восточный склоны пологие, их высота несколько меньше остальных и не превышает 10 м. Береговая линия слабоизвилистая. Берега песчаные, поросшие деревьями и кустарником, в основном сливающиеся со склонами котловины, за исключением низких участков на юго-востоке.
Озеро окружено поймой, ширина которой не превышает 40 м. Песчаное (местами песчано-галечниковое) мелководье занимает около 20 % площади озера. Дно до глубины 5—8 м преимущественно песчаное, глубже — покрытое кремнезёмистым сапропелем. Восточная и юго-западная части озера отличаются небольшой глубиной. Наибольшие же глубины отмечены в южной части озера.

## Гидробиология
Минерализация воды составляет 220—245 мг/л, прозрачность — 2,5 м. Озеро относится к мезотрофному типу с признаками олиготрофии. Проточность невысока и обеспечивается лишь ручьём, вытекающим в озеро Пышно.
Озеро зарастает умеренно. Надводная растительность формирует полосу шириной до 50 м. Подводные макрофиты опускаются до глубины 3,5—4,5 м.
В воде обитают лещ, щука, плотва, окунь, линь, густера, язь, налим, карась, краснопёрка, ёрш, уклейка и другие виды рыб, а также раки.